# Об'єкт страхування
Об'є́кти страхув́ання  (англ. object of insurance)— майнові інтереси, що не суперечать законодавству України, пов'язані:
- з життям, здоров'ям, працездатністю та додатковою пенсією страхувальника або застрахованої особи (особисте страхування);
- з володінням, користуванням і розпорядженням майном (майнове страхування);
- з відшкодуванням страхувальником заподіяної ним шкоди особі або її майну, а також шкоди, заподіяної юридичній особі (страхування відповідальності).

Суб’єктами страхування від нещасного випадку є:
застраховані громадяни, а в окремих випадках — члени їх сімей та інші особи, передбачені законодавством;
страхувальники;
страховик.
Застрахованою є фізична особа, на користь якої здійснюється страхування.
Обов’язковому страхуванню у разі нещасного випадку та професійного захворювання підлягають:
1) особи, які працюють на умовах трудового договору (контракту);
2) учні та студенти навчальних закладів, клінічні ординатори, аспіранти, докторанти, залучені до будь-яких робіт під час, перед або після занять; під час занять, коли вони набувають професійних навичок; у період проходження виробничої практики (стажування), виконання робіт на підприємствах;
3) особи, які утримуються у виправних, лікувально-трудових, виховно-трудових закладах та залучаються до трудової діяльності на виробництві цих установ або на інших підприємствах за спеціальними договорами.